# Орден Святого Патрика
Блистательнейший орден Святого Патрика (англ. The Most Illustrious Order of Saint Patrick) — британский рыцарский орден, ассоциированный с Ирландией. Эквивалентен английскому ордену Подвязки и шотландскому ордену Чертополоха. Был основан в 1783 году королём Георгом III. Регулярные награждения продолжались вплоть до обретения большей частью Ирландии фактической независимости в 1921 году. Последнее награждение состоялось в 1936 году. Последний рыцарь ордена, принц Генри, герцог Глостер, скончался в 1974 году. Вместе с тем официально орден существует до сих пор, являясь «спящим». Его главой является король Карл III. Девиз ордена — «Quis separabit?» («Кто отделит нас?»), сокращённая евангельская фраза «Кто отделит нас от любви Христовой?» (Послание к Римлянам 8:35).

## История

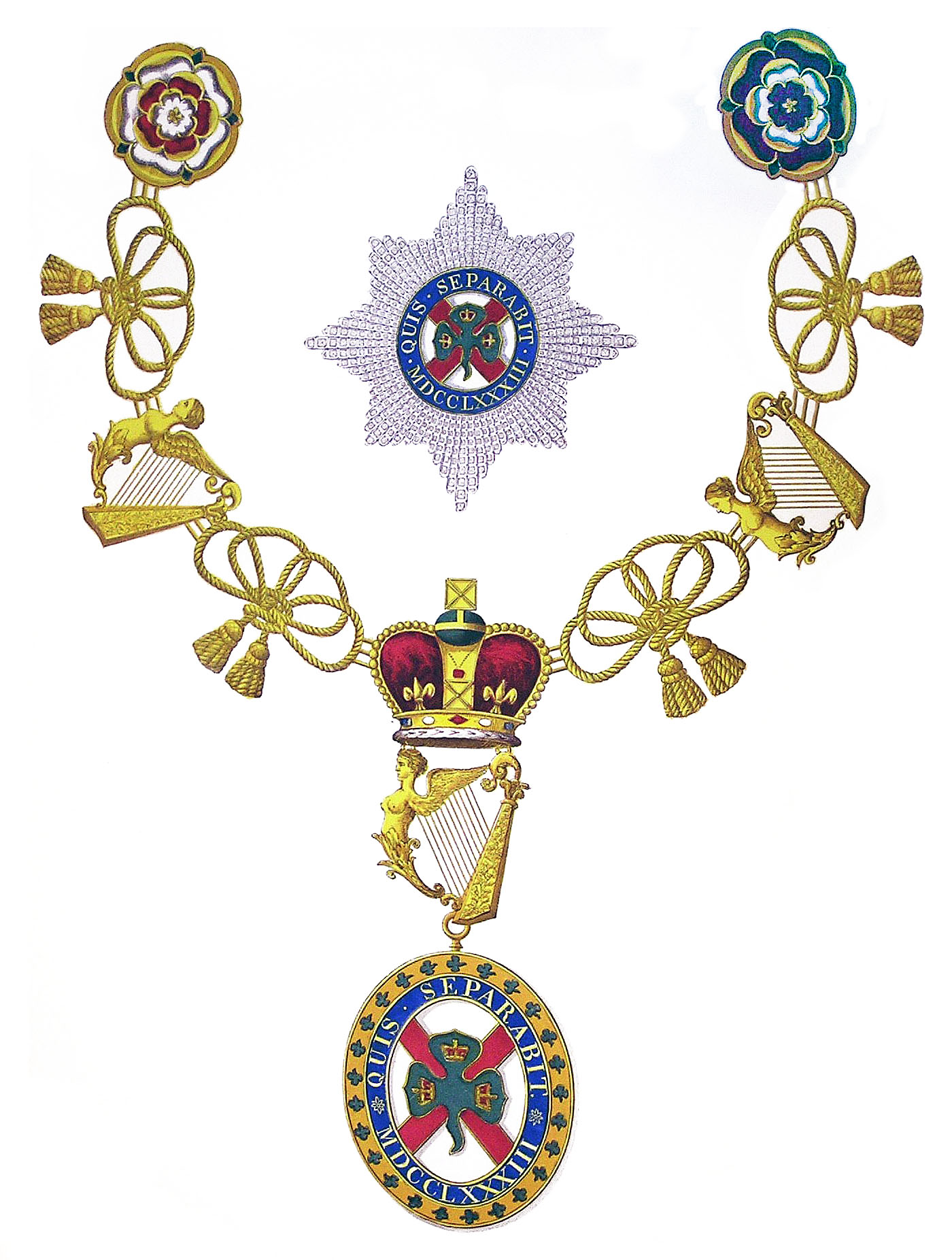
Знак ордена на цепи и звезда

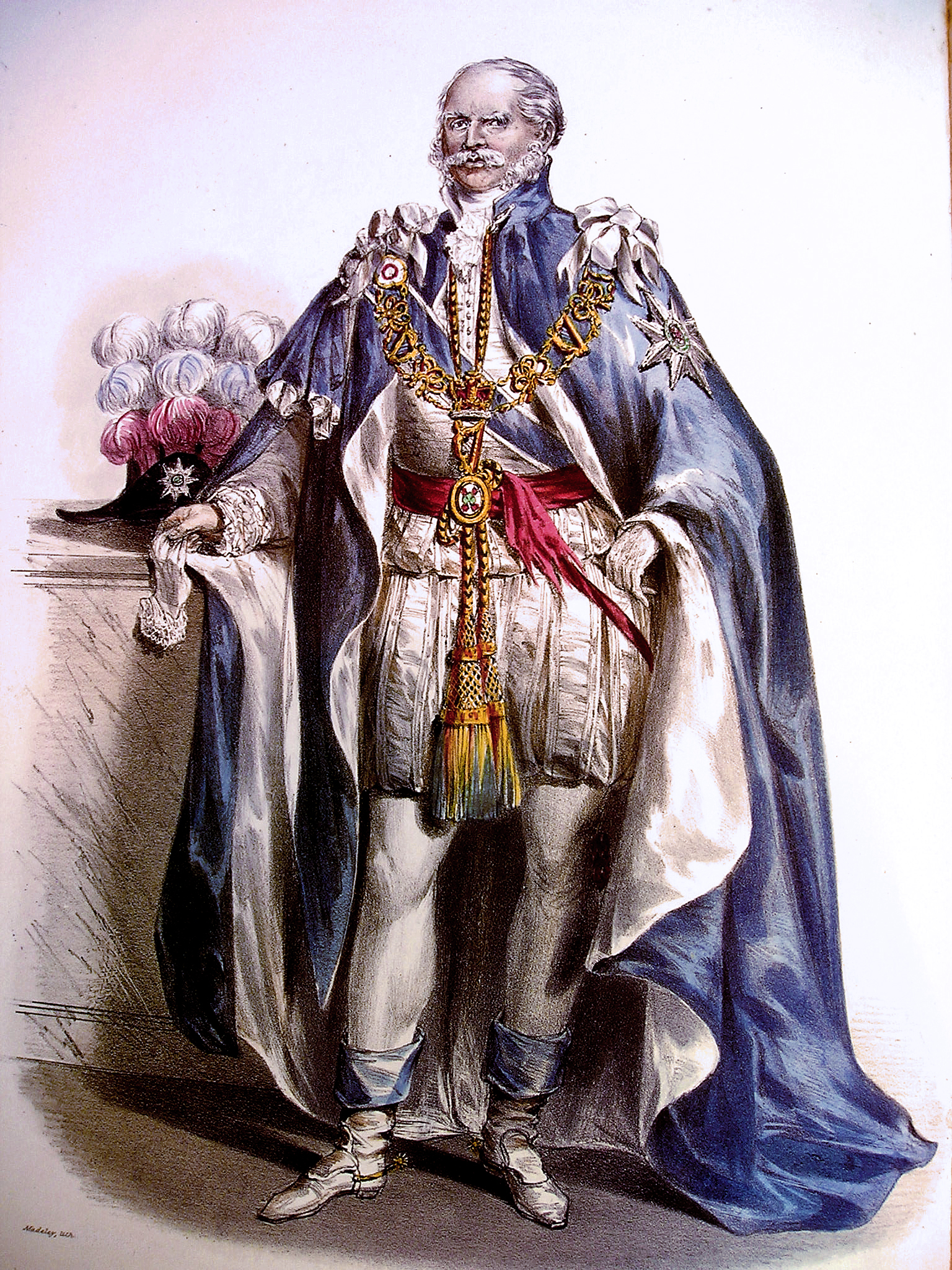
Эрнст Август I в одеянии Рыцаря Ордена Святого Патрика

Из трёх высших британских орденов Орден Святого Патрика — самый молодой. Его английский эквивалент — Орден Подвязки — основан в 1348 году и является самым древним орденом Великобритании. Шотландский Орден Чертополоха основан в 1687 году.
Орден был основан в 1783 году, спустя один год после получения Ирландией существенной автономии. Уставом ордена членство ограничивалось мужчинами, дворянами в третьем поколении как со стороны отца, так и матери, фактически в рыцари ордена посвящались только ирландские принцы и пэры Ирландского парламента. Крест Святого Патрика (красный Андреевский крест на белом фоне) был выбран как один из символов ордена. Флаг с крестом Святого Патрика позже использовался как полуофициальный флаг Ирландии вплоть до Акта об унии 1800 года, когда этот крест был включён в композицию флага Великобритании.
6 июля 1907 года, незадолго до визита короля Эдуарда VII поступило сообщение, что главные знаки отличия ордена — Королевские регалии Ирландии (англ. Irish Crown Jewels) — были похищены из Дублинского замка. Королевские регалии Ирландии надевались монархом на церемонию посвящения новых рыцарей. Местонахождение похищенного неизвестно до сих пор.
Великим магистром ордена был лорд-лейтенант Ирландии. В 1922 году должность лорд-лейтенанта была упразднена, в связи с новым статусом Центральной, Южной и Западной Ирландии. Последний лорд-лейтенант Ирландии — 1-й виконт Фиц-Алан оф Дервент (1st Viscount FitzAlan of Derwent). После 1922 года орденом были награждены только три человека, причём все трое — сыновья Георга V: в 1927 году — принц Уэльский, будущий король Эдуард VIII, в 1934 году — принц Генри, герцог Глостер, в 1936 году — принц Альберт, герцог Йоркский и будущий король Георг VI.
В 1943 году Уинстон Черчилль предложил возродить орден в честь заслуг Харольда Александера, проявленных им во время боевых действий в Тунисе, но правительство и парламент не поддержали эту идею, считая, что возрождение такого ордена нарушит баланс сил между Лондоном и Дублином.
В 1960-х годах ирландский премьер-министр Шон Лемасс также предпринимал попытку возрождения ордена, но решение так и не было принято.